# Tractat de París (1947)
El Tractat de París és un tractat de pau signat a la capital francesa el 10 de febrer del 1947 i que fou el resultat final de la conferència de pau celebrada a la mateixa ciutat entre el 29 de juliol i el 15 d'octubre del 1946. Els Estats signants del Tractat foren:
- per part dels Aliats vencedors de la II Guerra Mundial: Estats Units, URSS, Regne Unit, França, Iugoslàvia, Polònia, Grècia, Txecoslovàquia i altres.[1]
- els països aliats d'Alemanya durant el conflicte mundial conegut com a potències de l'Eix. Itàlia, Romania, Hongria, Bulgària i Finlàndia.[1] Alemanya no hi pogué participar perquè com que estava ocupada per les quatre potències vencedores de la guerra no era considerada subjecte de dret internacional.

Els tractats tingueren unes clàusules territorials, unes d'econòmiques com a reparacions de guerra i finalment unes de polítiques. L'objectiu era desfer les modifiacions territorials imposades o inspirades per l'Alemanya nazi des del 1938.

## Clàusules territorials
1) Itàlia cedia els següents territoris:
- a Iugoslàvia, la major part de la península d'Ístria, incloent l'antiga província de Fiume/Cattaro i amb ella les illes del golf de Carnaro (en l'actualitat, badia de Kvarner) i l'anomenada Governació de la Dalmàcia que incloïa les actuals ciutats de Zadar, Split i Kotor (o Cattaro en italià), i amb ella les illes de l'Adriàtic.
- a Grècia, les illes del Dodecanès a la mar Adriàtica, ocupades des del 1912 arran de la Guerra ítalo-turca de Líbia.
- a França, les localitats de Tende i La Brigue
- perd els territoris del seu antic Imperi colonial que tenia a Àfrica: Líbia, Eritrea i la Somàlia Italiana.
- Trieste i l'àrea del voltant es converteix en Territori Lliure fins al 1954

A més, acceptava el pagament de diferents indemnitzacions a països com la Unió Soviètica, Iugoslàvia, Grècia, Abissínia i Albània.
2) Hongria, retorna a les fronteres d'1 gener del 1938, és a dir, les establertes pel Tractat del Trianon del 1919, fora de tres localitats situades al comtat de Györ-Moson-Sopron que són cedides a Txecoslovàquia. Per tant, es declaraven nuls els guanys territorials aconseguits entre el 1939 i el 1940 en els anomenats Arbitratges de Viena signats amb l'Alemanya nazi,
3) Romania retorna a les fronteres l'1 de gener del 1940 recuperant per tant la part de la Transsilvània septentrional que havia perdut aquell mateix any en benefici d'Hongria en virtut dels ja anomenats Acords de Viena. Però per una altra banda confirma l'entrega a la Unió Soviètica de les regions de Besaràbia i Bucovina, en l'actualitat parts integrants de Moldàvia, que ja foren cedides a l'URSS pel Tractat de Craiova de setembre del 1940. A més retorna la Dobrudja meridional a Bulgària.
4) Finlàndia retorna a les fronteres de principis del 1941 confirmant-se les pèrdues territorials de la Guerra d'Hivern del 1939-1949 contra la Unió Soviètica.
5) Bulgària retorna a les fronteres de data d'1 de gener del 1941 cedint la Macedònia de Vardar a Iugoslàvia i la Macedònia Oriental i Tràcia a Grècia. Manté però la Dobrudja meridional amb la qual cosa Bulgària és l'únic país de l'Eix a mantenir territori guanyat durant la Segona Guerra Mundial.

## Clàusules econòmiques
Es van imposar als països membres de l'antic Eix amb l'Alemanya nazi una sèrie de quantitats econòmiques en concepte de reparacions de guerra. Les quantitats establertes, en dòlars en valor del 1938, són les següents:
1) Itàlia, ha de pagar 360.000.000 $ dels quals:
- $125,000,000 a Iugoslàvia;
- $105,000,000 a Grècia
- $100,000,000 a la Unió Soviètica
- $25,000,000 a Etiòpia;
- $5,000,000 a Albània.

2) Finlàndia ha d'entregar 300.000.000 $ a la Unió Soviètica.
3) Hongria, 300.000.000 $, dels quals:
- 200.000.000 $ per a la Unió Soviètica
- 100.000.000 $ a Txecoslovàquia i Iugoslàvia

4) Romania, 300.000.000 $, tots ells per a la Unió Soviètica
5) Bulgària, 70.000.000 $, dels quals:
- 45.000.000 $ per a Grècia
- 25.000.000 $ per a Iugoslàvia

## Clàusules polítiques
D'acord amb aquest criteri els països signataris del Tractat es comprometien a respectar els Drets Humans i les llibertats fonamentals de premsa, expressió, religió i associació. A més que cap persona seria discriminada per raó de raça, sexe, llengua o religió.
També s'estipula que no s'aplicarà cap mena de repressió contra aquells individus que durant el conflicte mundial van participar en accions partissanes. Finalment els governs es comprometien a prendre les mesures convenients per evitar el reconeixement d'organitzacions feixistes o aquelles que es proposessin derogar els drets democràtics de les persones.